# Hatıplar, Saruhanlı
Hatıplar là một xã thuộc huyện Saruhanlı, tỉnh Manisa, Thổ Nhĩ Kỳ. Dân số thời điểm năm 2011 là 369 người.